# Mycodrosophila malayana
Mycodrosophila malayana är en tvåvingeart som beskrevs av Toyohi Okada 1986. Mycodrosophila malayana ingår i släktet Mycodrosophila och familjen daggflugor. Inga underarter finns listade i Catalogue of Life.